# Ieisk
Ieisk - Ейск (rus) és una ciutat-balneari de Rússia. Es troba al krai de Krasnodar, i és centre administratiu del raion de Ieisk. Es troba a la punta de la península de Ieisk, a la vora sud del golf de Taganrog, de la mar d'Azov. És a 190 km al nord-oest de Krasnodar.
Pertany a aquesta ciutat el possiólok de Xirotxanka.

## Història

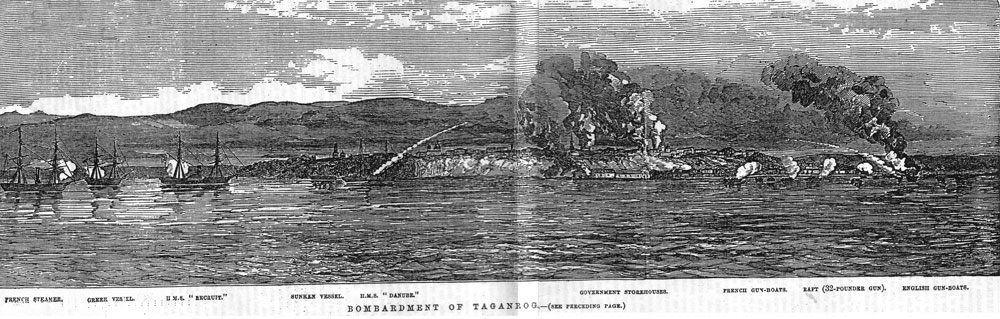
Bombardeig de Taganrog durant la Guerra de Crimea.

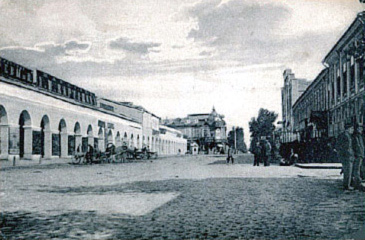
Gostini Dvor a finals del.

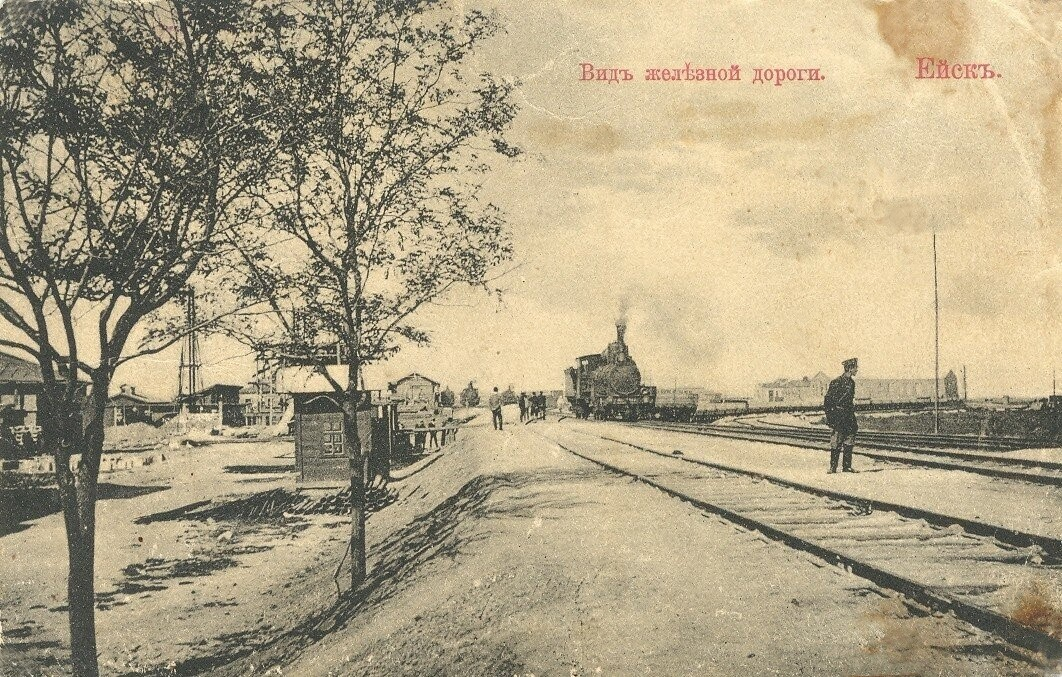
Ferrocarril de Ieisk, començaments del.

L'àrea on es troba Ieisk va ser poblada per tribus sàrmates i escites, com proven els túmuls que es troben entre la ciutat i Xirotxanka. S'hi han trobat també restes gregues. El pas dels tàtars queda reflectit en els topònims, com el del llac Khan, al sud de la ciutat.
A la segona meitat del segle xviii, el Caucas Nord entrà en els plans d'expansió de l'Imperi Rus. Després de la guerra en què s'establí l'annexió del Kanat de Crimea a l'Imperi, Caterina II ordenà conquerir i colonitzar les terres al nord del riu Kuban començant la construcció d'una línia defensiva de fortaleses des d'Azov a Mozdok i l'emigració de cosacs de Zaporíjia cap a les noves terres.
La idea de construir un port a la punta de la península com a base pera a la comercialització dels productes del Kuban i la guvèrnia de Stàvropol sorgí per iniciativa de l'ataman Grigori Raixpil. El príncep Mikhaïl Vorontsov encoratjà l'empresa de manera que per decret del tsar Nicolau I el 6 de març del 1848 es fundà la ciutat i el port de Ieisk.
El 1849 s'erigí la primera església, de fusta, dedicada a la Mare de déu, i l'oficina postal. El primer moll del riu es construí el 1850. Entre el 1852 i el 1855 s'hi construí el Gostini Dvor. El 1853 s'obrí la primera església parroquial. Durant la Guerra de Crimea la ciutat fou assaltada per tropes britàniques en el context de l'infructuós assetjament de Taganrog tant per terra com per mar. L'església fou bombardejada i es calcula que una desena part de les cases foren destruïdes.
La vila es desenvolupà amb la immigració ucraïnesa i russa, exportant-se grans des del port cap a Grècia, Itàlia, Turquia i Anglaterra. A començaments del segle XX s'exportaven a través del port de Ieisk quatre milions de tones de càrrega, sobretot de blat. La vila era ja un centre comercial internacional i un centre cultural del sud de Rússia. Per iniciativa de les autoritats de la ciutat el 1904 es renovaren les instal·lacions del port i per iniciativa del batlle Vladímir Nenàixev s'hi construí el ferrocarril de Ieisk el 1911. Des d'aleshores la vila es desenvolupa com una ciutat balneari. El 1912 tenia ja 50.000 habitants i cinc esglésies: la Catedral de l'Arcàngel Miquel (1865), l'Església Panteleimonovskaia (1890), l'Església Novopokróvskaia (1890), l'Església de la Intercessió (1907) i l'Església de Sant Nicolau (1865).
Durant la Primera Guerra Mundial la ciutat fou evacuada i s'hi instal·là un camp de presoners austríacs. En aquells anys, el port de Ieisk es dedicà al transport de materials logístics de rereguarda. Durant la Guerra Civil Russa la població canvià de mans sis vegades, fins que s'hi establí el soviet el març del 1920. Fins aquell any pertanyia a l'otdel de Ieisk de la província de Kuban. El 1928 es dotà la vila d'aigua potable. Durant les dècades del 1920 i 1930 Ieisk es desenvolupà com un centre industrial. El 1930 es traslladà a Ieisk l'Escola de Pilots Navals (en què estudiaren entre d'altres, els cosmonautes Iuri Onufrienko i Gueorgui Xonin o el pilot de proves Víktor Pugatxov).
La ciutat fou greument bombardejada a partir del 1941 per la Luftwaffe de l'Alemanya Nazi. La Wehrmacht intentà en diverses ocasions prendre la ciutat des de l'altra banda del golf sense èxit fins que ho aconseguí l'agost del 1942 amb el suport d'una divisió romanesa. L'ocupació va causar nombroses víctimes entre la població de la vila i la deixà greument damnada. L'agost del 1943 les tropes de l'Exèrcit Roig l'alliberaren.

## Demografia
| 1868   | 1878   | 1897   | 1926   | 1939   |
| ------ | ------ | ------ | ------ | ------ |
| 2 500  | 17 500 | 35 400 | 37 700 | 46 900 |
| 1959   | 1970   | 1979   | 1989   | 1998   |
| 55 000 | 64 400 | 70 600 | 77 800 | 85 700 |
| 2002   | 2005   | 2007   | 2009   | 2011   |
| 86 300 | 87 000 | 87 100 | 87 500 | 87 300 |

## Economia i transport

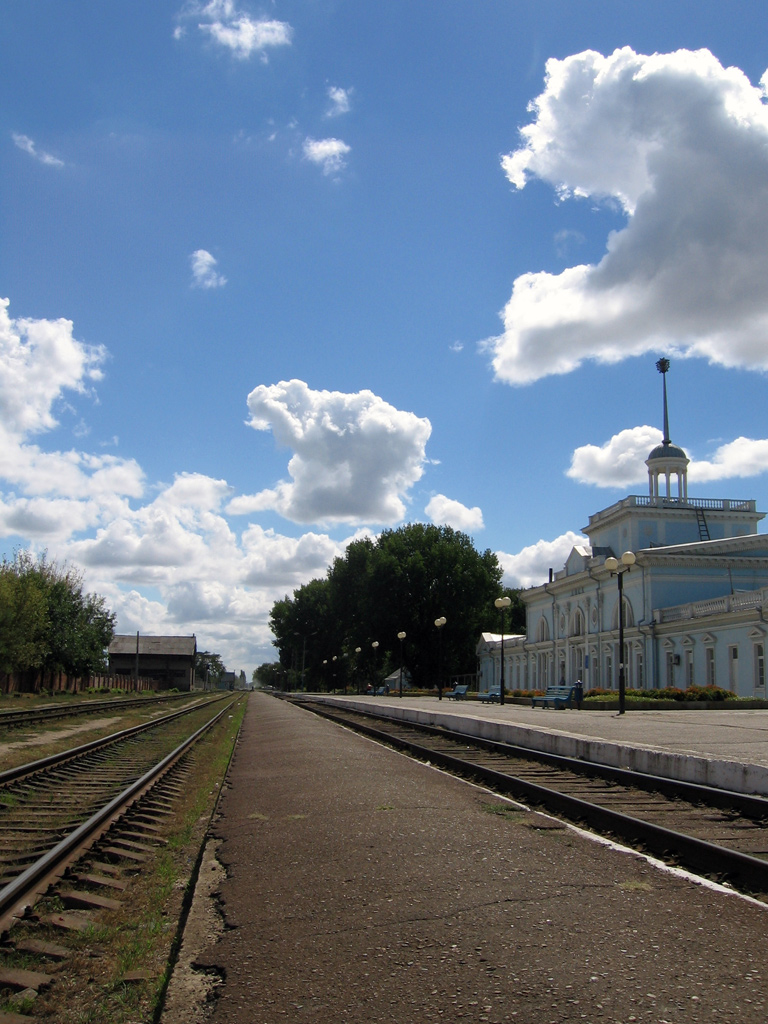
Estació de tren de Ieisk.

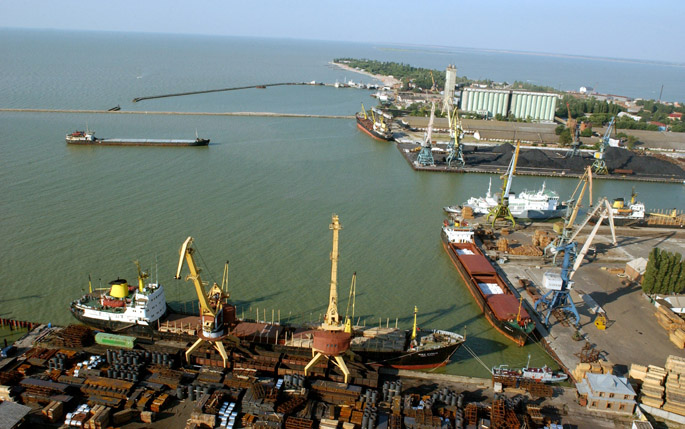
Port de Ieisk.

Els principals sectors econòmics de la vila són la pesca i la indústria alimentària. En una mesura menor cal destacar la indústria lleugera i la dels materials de construcció.
La vila és un gran centre turístic, sobretot a causa de les seves platges.
La principal artèria de comunicació amb l'exterior és la carretera R268 Krasnodar-Ieisk. L'estació d'autobusos de Ieisk connecta amb les ciutats de Krasnodar, Taganrog, Rostov del Don, Volgodonsk, Anapa, Novorossiïsk, Guelendjik, Tuapsé, Sotxi, Piatigorsk, Stàvropol, Doljànskaia i Kamixevàtskaia.
És el final de la línia ferroviària entre Pàvlovskaia i Ieisk per Starominskaia, del 1911. Durant la temporada d'estiu hi ha trens directes des de Moscou i Sant Petersburg. En el programa per al 2010-2012 de la RZhD es troba la reconstrucció del tram Starominskaia-Ieisk.
L'aeroport de Ieisk té capacitat per a avions de fins a 70 tones de massa. Es preveu la renovació de l'aeroport en relació amb l'obertura de la zona de joc Azov-City. El 2011 s'havia interromput el tràfic de passatgers a causa de les obres de reconstrucció de la pista d'aterratge.

## Galeria d'imatges

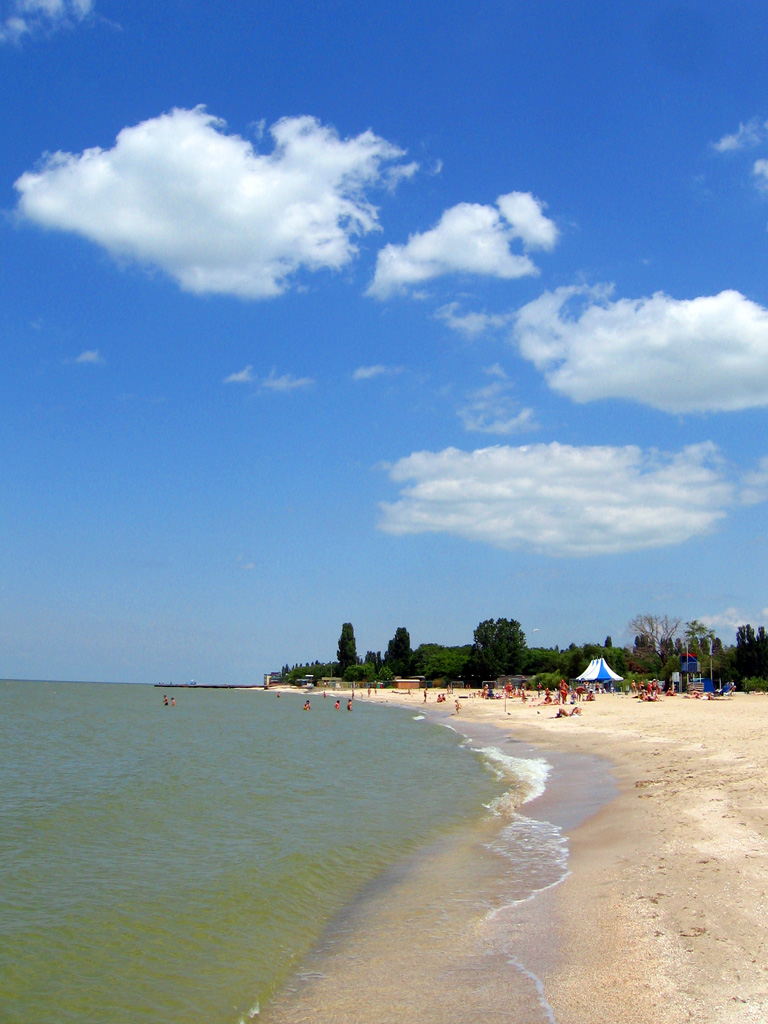
Platja de Ieisk
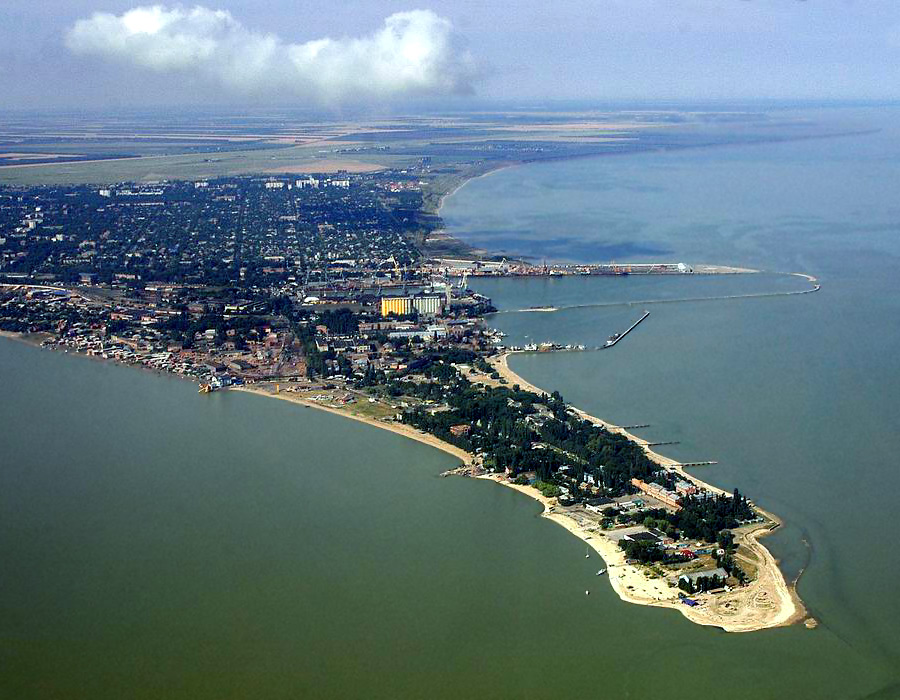
Punta de sorra de Ieisk
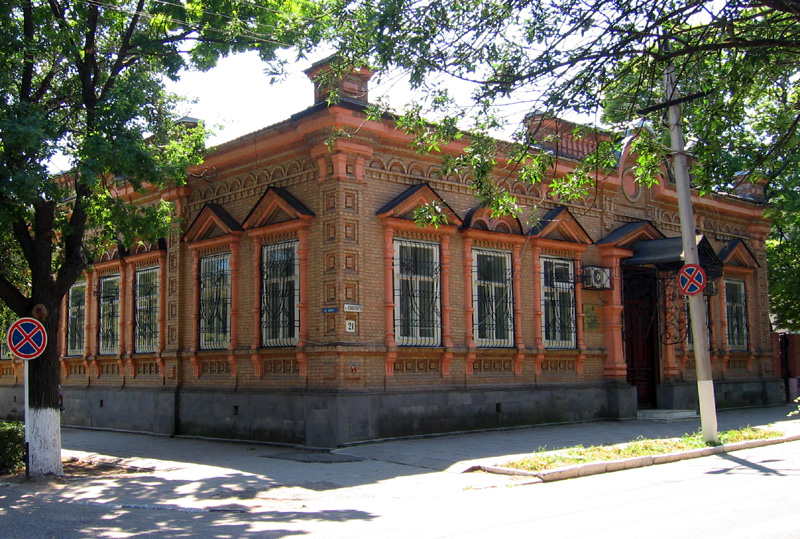
Edifici administratiu
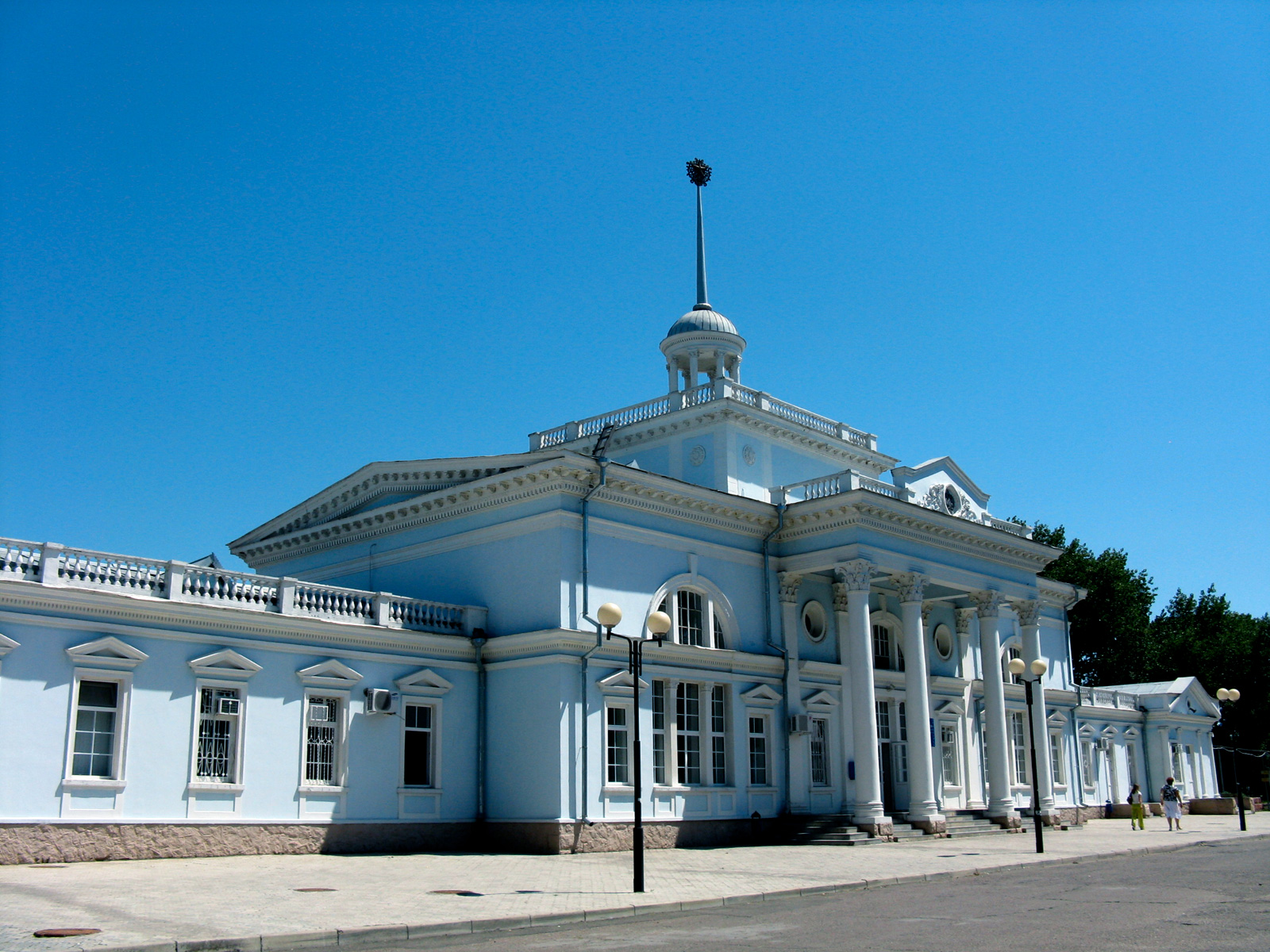
Estació de tren
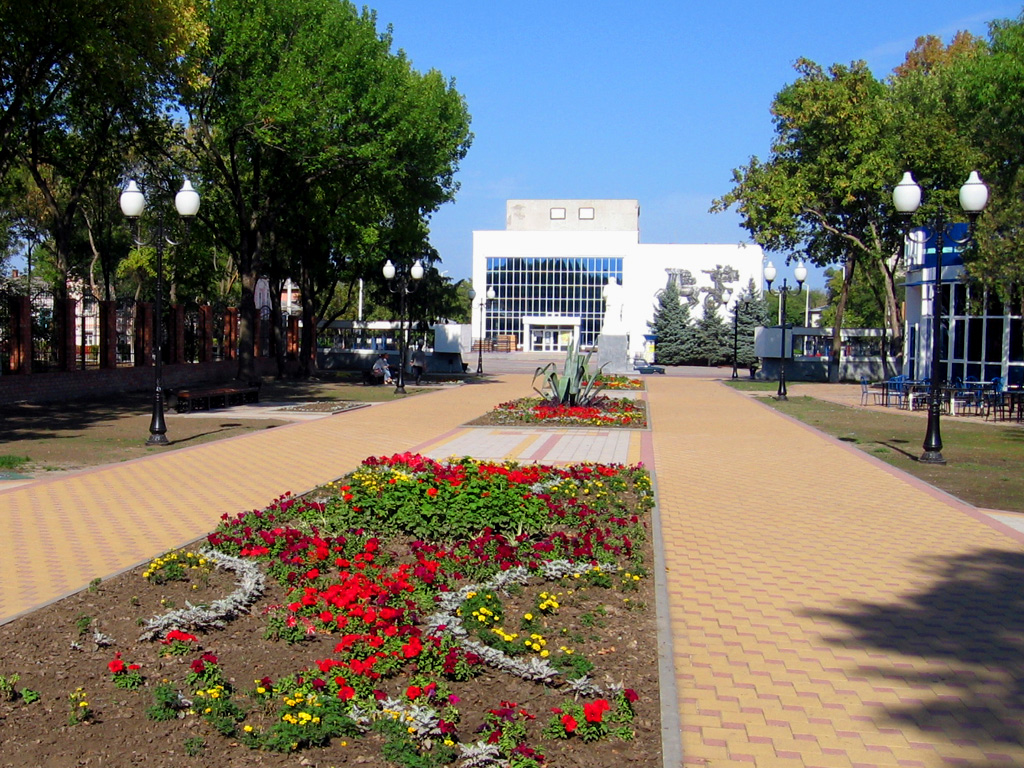
Palau de Cultura
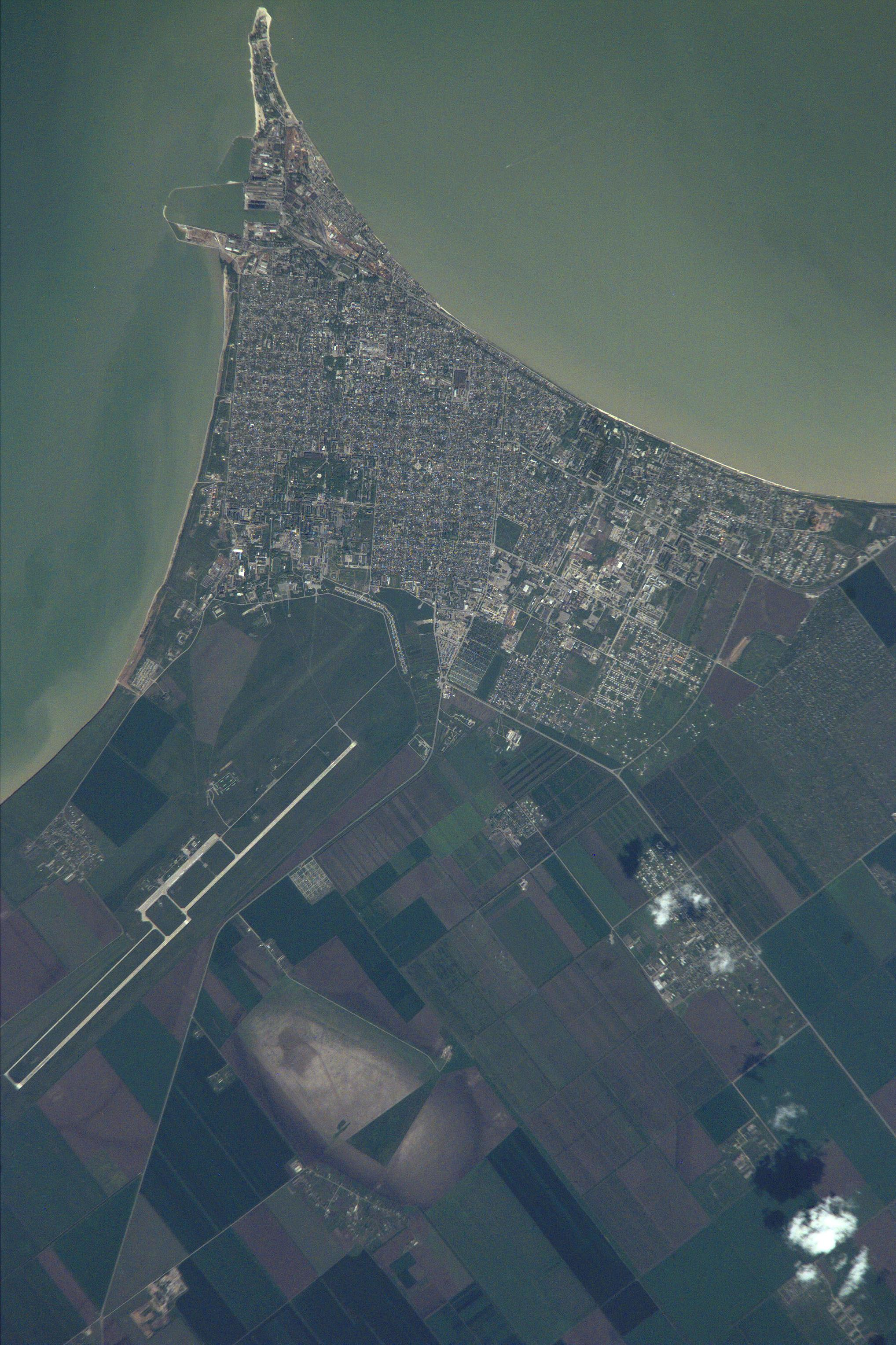
Ieisk des de l'espai